# Almanach deutschsprachiger Schriftstellerärzte
Der Almanach deutschsprachiger Schriftsteller-Ärzte ist eine seit 1978 jährlich im Frühjahr erscheinende Anthologie mit Lyrik- und Prosatexten deutscher Dichterärzte.

## Inhalt
Der Almanach ist eine Anthologie von Ärzten geschriebener Lyrik und Prosatexten, die jährlich vom Herausgeber zusammengestellt und im Herbst veröffentlicht wird. Sie enthält eine Auswahl von je etwa fünfzig Beiträgen, die ein thematisch breites Angebot umfassen. Die Themen sind nicht auf die Medizin begrenzt. Rein medizinische Facharbeiten und Fallberichte werden nicht aufgenommen, persönliche ärztliche Erlebnisse und Eindrücke, die im erzählenden Stil oder als Lyrik geschrieben sind, hingegen schon. Die Auswahl der Artikel trifft der Herausgeber allein.

## Geschichte
Der Almanach erschien zunächst von 1978 bis 1994 unter dem Titel Almanach … deutscher Schriftstellerärzte. Verleger waren anfangs Manstedt sowie bis 2011 Wittich in Marquartstein, ab Jahrgang 34, von 2012 bis 2020, war es die Verlagsgesellschaft W. E. Weinmann in Filderstadt. Seit der Ausgabe 2020-1 wird das Buch von Seemann Publishing herausgegeben.
Erster Herausgeber war der praktische Arzt, Schriftsteller und Journalist Armin Jüngling (1909–1984). Vor Gründung des Almanachs veröffentlichte Jüngling ab 1971 sieben Anthologien als Lyrik deutscher Ärzte. Unter die weiteren Anthologien fielen z. B. Dialekt-Lyrik deutscher Ärzte (1975) und Weihnachtsgeschichten deutscher Ärzte (1976). 1977 erschien die Sammlung von Prosatexten Schein und Wirklichkeit. Der Breit-Verlag, Marquartstein, veröffentlichte 1978 die erste Ausgabe, die den Namen Almanach deutscher Ärzte trug. Als zweiter Herausgeber fungierte der Lübecker Dermatologe Jürgen Schwalm (* 1932) von 1985 bis 2003.
Schon in den Anfangszeiten entwickelte sich eine Freundschaft zwischen Jüngling und Schwalm. Sie entschieden gemeinsam, welche Beiträge veröffentlicht wurden. Die Almanache enthielten anfänglich die Jahrgangsbezeichnung des Jahres, in dem sie üblicherweise im Herbst erschienen. Schwalm änderte dies 1986, indem er den Almanach mit der Bezeichnung 1987 versah. Deshalb gibt es keinen Almanach 1986, denn im Herbst 1986 erschien der Almanach 1987.
Jüngling und Schwalm hatten die Idee, den Almanach nicht nur allen deutschen, sondern allen deutschsprachigen Ärzten und Ärztinnen zu öffnen, unabhängig von Abstammung oder Wohnort. Deshalb änderte Schwalm den ursprünglichen Titel Almanach deutscher Schriftstellerärzte in Almanach deutschsprachiger Schriftstellerärzte. In diesem Sinn wird der Almanach weitergeführt. Schwalm war seit 1978 Lektor, und nach dem Tod von Jüngling von 1985 bis 2003 Herausgeber des Almanachs.
Stephan Tobolt, Neurologe und Psychiater, war Herausgeber von 2004 bis 2011. Dietrich Weller, Allgemeinarzt und Kinderarzt sowie Vorstandsmitglied im Bundesverband Deutscher Schriftsteller-Ärzte, war Herausgeber ab dem Almanach 2012 (erschienen im Herbst 2011) bis zur Ausgabe 2020. Bis dahin wurde der Almanach in der Verlagsgesellschaft W.E. Weinmann, Filderstadt, verlegt. Mit der Ausgabe 2020-1, die im Mai 2020 erschien, übernahmen Rainer Andreas Seemann und sein in Spanien ansässiger Verlag Seemann Publishing die Herausgabe. Seemann erweiterte den Kreis der Autorinnen und Autoren auf alle Berufe im medizinischen Bereich, was mehr Vielfalt und mehr Themen bewirkte. So finden sich die Genres Poesie, Lyrik, Prosa, Erzählung, aber auch Politisches und Humor in den Ausgaben ab 2020/1.

## Herausgeber
Herausgegeben wurde der Almanach ab 2020 von Rainer Andreas Seemann, welcher nach der Ausgabe 2025 laut eigenen Angaben mit Ende 2024 seine Verlagstätigkeit einstellte.

## Rezeption
Bis 2015 erschienen in unregelmäßigen Abständen kurze Rezensionen des Almanachs im Deutschen Ärzteblatt. In der letzten Rezension schreibt Thomas Gerst:

„Ganz ehrlich – Gedichte, ob aus ärztlicher oder nichtärztlicher Feder – sind nicht gerade meine Leidenschaft, mich zieht es eher zu Prosa hin. Weil dem so ist, beschränke ich mich hier besser darauf hinzuweisen, dass der neue Almanach deutschsprachiger Schriftsteller-Ärzte mit Beiträgen von 55 Autoren auf dem Markt ist und sich überwiegend aus Gedichten zusammensetzt, über deren Qualität ich mir wegen oben genannter Disposition kein Urteil anmaße.“

### Liste aller Artikel über denAlmanachimDeutschen Ärzteblatt
- DÄ: Almanach deutscher Ärzte-Schriftsteller soll im Herbst erscheinen. In: Deutsches Ärzteblatt. Band 75, Nr. 7, 16. Februar 1978, S. A-344 (online [abgerufen am 12. Mai 2018]).
- Michael Soeder: Ärzte als Schriftsteller: Sie schreiben nicht nur Krankengeschichten und Rezepte… In: Deutsches Ärzteblatt. Band 76, Nr. 9, 1. März 1979, S. A-602 (online [abgerufen am 12. Mai 2018]).
- AJ: Almanach 1980 deutscher Ärzte-Schriftsteller geplant. In: Deutsches Ärzteblatt. Band 76, Nr. 49, 6. Dezember 1979, S. A-3277 (online [abgerufen am 12. Mai 2018]).
- AJ: Almanach 1982 deutscher Ärzte-Schriftsteller geplant. In: Deutsches Ärzteblatt. Band 78, Nr. 51, 17. Dezember 1981, S. A-2462 (online [abgerufen am 12. Mai 2018]).
- AJ: Almanach 1983 deutscher Ärzte-Schriftsteller geplant. In: Deutsches Ärzteblatt. Band 79, Nr. 42, 22. Oktober 1982, S. A-68 (online [abgerufen am 12. Mai 2018]).
- AJ: Almanach 1984 deutscher Ärzte-Schriftsteller geplant. In: Deutsches Ärzteblatt. Band 80, Nr. 47, 25. November 1983, S. A-109 (online [abgerufen am 12. Mai 2018]).
- AJ: Almanach deutscher Ärzte-Schriftsteller 1985. In: Deutsches Ärzteblatt. Band 81, Nr. 46, 14. November 1984, S. A-3432 (online [abgerufen am 12. Mai 2018]).
- DÄ: Einsendeschluß 31. Januar. In: Deutsches Ärzteblatt. Band 82, Nr. 4, 23. Januar 1985, S. A-197 (online [abgerufen am 12. Mai 2018]).
- DÄ: Almanach deutscher Schriftsteller- Ärzte. In: Deutsches Ärzteblatt. Band 82, Nr. 49, 4. Dezember 1985, S. A-3715 (online [abgerufen am 12. Mai 2018]).
- –: Jürgen Schwalm (Hrsg.): Almanach deutscher Schriftsteller -Ärzte 1989. In: Deutsches Ärzteblatt. Band 85, Nr. 50, 15. Dezember 1988, S. A-3622 (online [abgerufen am 12. Mai 2018]).
- –: Jürgen SchwaLm (Hrsg.): Almanach deutscher Schriftsteller-Ärzte 1990. In: Deutsches Ärzteblatt. Band 86, Nr. 49, 7. Dezember 1989, S. A-3828 (online [abgerufen am 12. Mai 2018]).
- EB: Vermischtes: Almanach deutscher Schriftsteller-Ärzte. In: Deutsches Ärzteblatt. Band 87, Nr. 49, 6. Dezember 1990, S. A-3970 (online [abgerufen am 12. Mai 2018]).
- EB: Jürgen Schwalm (Hrsg.): Almanach deutscher Schriftsteller-Ärzte. In: Deutsches Ärzteblatt. Band 88, Nr. 38, 19. September 1991, S. A-3157 (online [abgerufen am 12. Mai 2018]).
- S: Einsendeschluß für 16. Jahrgang: Januar 1993: Almanach der Schriftsteller-Ärzte. In: Deutsches Ärzteblatt. Band 89, Nr. 39, 25. September 1992, S. A-3171 (online [abgerufen am 12. Mai 2018]).
- EB: Almanach deutscher Schriftsteller-Ärzte. In: Deutsches Ärzteblatt. Band 90, Nr. 43, 29. Oktober 1993, S. A-2831 (online [abgerufen am 12. Mai 2018]).
- WZ: Almanach der Schriftsteller- Ärzte. In: Deutsches Ärzteblatt. Band 92, Nr. 4, 27. Januar 1995, S. A-223 (online [abgerufen am 12. Mai 2018]).
- EB: „Almanach deutschsprachiger Schriftstellerärzte“. In: Deutsches Ärzteblatt. Band 92, Nr. 45, 10. November 1995, S. A-3090 (online [abgerufen am 12. Mai 2018]).
- Jürgen Schwalm: Almanach deutschsprachiger Schriftsteller-Ärzte. In: Deutsches Ärzteblatt. Band 93, Nr. 7, 1996, S. A-355 / B-313 / C-280 (online [abgerufen am 12. Mai 2018]).
- Jürgen Schwalm: Almanach deutschsprachiger Schriftsteller-Ärzte. In: Deutsches Ärzteblatt. Band 93, Nr. 45, 1996, S. A-2905 / B-2481 / C-2305 (online [abgerufen am 12. Mai 2018]).
- Jürgen Schwalm: Almanach deutschsprachiger Schriftsteller-Ärzte. In: Deutsches Ärzteblatt. Band 94, Nr. 51–52, 1997, S. A-3446 / B-2794 / C-2520 (online [abgerufen am 12. Mai 2018]).
- Jürgen Schwalm: Almanach deutschsprachiger Schriftsteller-Ärzte. In: Deutsches Ärzteblatt. Band 95, Nr. 21, 1998, S. A-1275 / B-1064 / C-1017 (online [abgerufen am 12. Mai 2018]).
- Jürgen Schwalm: Almanach deutschsprachiger Schriftsteller-Ärzte. In: Deutsches Ärzteblatt. Band 95, Nr. 46, 1998, S. A-2885 / B-2453 / C-2297 (online [abgerufen am 12. Mai 2018]).
- Jürgen Schwalm: Almanach deutschsprachiger Schriftsteller-Ärzte. In: Deutsches Ärzteblatt. Band 96, Nr. 7, 1999, S. A-385 / B-309 / C-289 (online [abgerufen am 12. Mai 2018]).
- EB: Almanach deutschsprachiger Schriftsteller-Ärzte für das Jahr 2000. In: Deutsches Ärzteblatt. Band 96, Nr. 43, 1999, S. A-2710 / B-2329 / C-2161 (online [abgerufen am 12. Mai 2018]).
- EB: Almanach deutschsprachiger Schriftsteller-Ärzte für das Jahr 2001. In: Deutsches Ärzteblatt. Band 97, Nr. 44, 2000, S. A-2958 / B-2504 / C-2228 (online [abgerufen am 12. Mai 2018]).
- EB: Almanach deutschsprachiger Schriftsteller-Ärzte. In: Deutsches Ärzteblatt. Band 98, Nr. 49, 2001, S. A-3306 / B-2788 / C-2589 (online [abgerufen am 12. Mai 2018]).
- Jürgen Schwalm: Almanach. In: Deutsches Ärzteblatt. Band 99, Nr. 44, 2002, S. A-2926 / B-2485 / C-2328 (online [abgerufen am 12. Mai 2018]).
- Stephan Tobolt: Almanach deutschsprachiger Schriftsteller-Ärzte. In: Deutsches Ärzteblatt. Band 101, Nr. 8, 2004, S. A-495 / B-414 / C-406 (online [abgerufen am 12. Mai 2018]).
- Stephan Tobolt: Almanach deutschsprachiger Schriftsteller-Ärzte. In: Deutsches Ärzteblatt. Band 102, Nr. 1–2, 2005, S. A-40 / B-30 / C-28 (online [abgerufen am 12. Mai 2018]).
- Stephan Tobolt: Almanach deutschsprachiger Schriftsteller-Ärzte 2006. In: Deutsches Ärzteblatt. Band 103, Nr. 6, 2006, S. A-333 / B-291 / C-276 (online [abgerufen am 12. Mai 2018]).
- Andrea Klabuhn: Almanach: Ärzte und ihre Kreativität. In: Deutsches Ärzteblatt. Band 104, Nr. 10, 2007, S. A-666 (online [abgerufen am 12. Mai 2018]).
- EB: Anthologie: Bunte Vielfalt. In: Deutsches Ärzteblatt. Band 105, Nr. 12, 2008, S. A-635 / B-560 / C-548 (online [abgerufen am 12. Mai 2018]).
- Thomas Gerst: Almanach: Aus ärztlichen Federn. In: Deutsches Ärzteblatt. Band 106, Nr. 6, 2009, S. A-260 / B-220 / C-212 (online [abgerufen am 12. Mai 2018]).
- Thomas Gerst: Aus ärztlicher Feder: Krimis und anderes mehr. In: Deutsches Ärzteblatt. Band 107, Nr. 15, 2010, S. A-718 (online [abgerufen am 12. Mai 2018]).
- Thomas Gerst: Almanach: Texte aus ärztlichen Federn. In: Deutsches Ärzteblatt. Band 108, Nr. 4, 2011, S. A-178 / B-140 / C-140 (online [abgerufen am 12. Mai 2018]).
- Thomas Gerst: Schriftsteller-Ärzte: Breites Spektrum an Darstellungen. In: Deutsches Ärzteblatt. Band 109, Nr. 5, 2012, S. A-220 / B-194 / C-194 (online [abgerufen am 12. Mai 2018]).
- Katrin Wehmeyer-Münzing: Schriftsteller-Ärzte: Reich an Vielfalt und Charme. In: Deutsches Ärzteblatt. Band 109, Nr. 51–52, 2012, S. A-2598 (online [abgerufen am 12. Mai 2018]).
- Thomas Gerst: Ärzteliteratur: Breites Spektrum. In: Deutsches Ärzteblatt. Band 111, Nr. 10, 2014, S. 62 (online [abgerufen am 12. Mai 2018]).
- Thomas Gerst: Ärzte-Schriftsteller: Almanach mit Lyrik im Überfluss. In: Deutsches Ärzteblatt. Band 112, Nr. 8, 2015, S. 66 (online [abgerufen am 12. Mai 2018]).